# Curt Roslund
Curt Roslund, född 2 mars 1930, död 5 januari 2013, var en svensk astronom. 
Roslund disputerade i astronomi år 1966 vid Lunds universitet, och verkade sedan som universitetslärare, huvudsakligen vid Chalmers tekniska högskola och Göteborgs universitet. Han reformerade astronomiundervisningen i Göteborg och skapade orienteringskurser som även studenter utan naturvetenskaplig bakgrund kunde läsa. Curt Roslund pensionerades 1995, och de astronomiska orienteringskurserna övertogs då och expanderades av Maria Sundin. 
Roslund har publicerat många populärvetenskapliga artiklar, bland annat i Forskning & Framsteg, om astronomins historia, arkeoastronomi, astrologi (kritiska artiklar), UFO (kritiska) och forna tiders astronomiska navigeringskonst. 
Han var även faktagranskare av manuskriptet till SVT:s julkalender Stjärnhuset år 1981.

## Publikationer
- Det stora guidebråket på Ales stenar, Curt Roslund & Jonathan Lindström, Folkvett 2002:2.
- Av lysande stjärnstoft är jag kommen, självbiografi, 2007.